# 吐氏酸
吐氏酸（2-氨基萘-1-磺酸）是一种有机化合物，化学式为C10H6(SO3H)(NH2)。它的名称取自德国化学家格奥尔格·托比亚斯。它是萘的衍生物，同时含有胺基和磺酸基，所以它是一种氨基萘磺酸。它是白色固体，但商业样本可能呈不同颜色。它用于C.I.酸性黄19和C.I.颜料红49等偶氮染料的合成。它由2-羟基萘-1-磺酸与氨和亚硫酸铵的布赫雷尔反应制备。